# Künstliche Gravitation

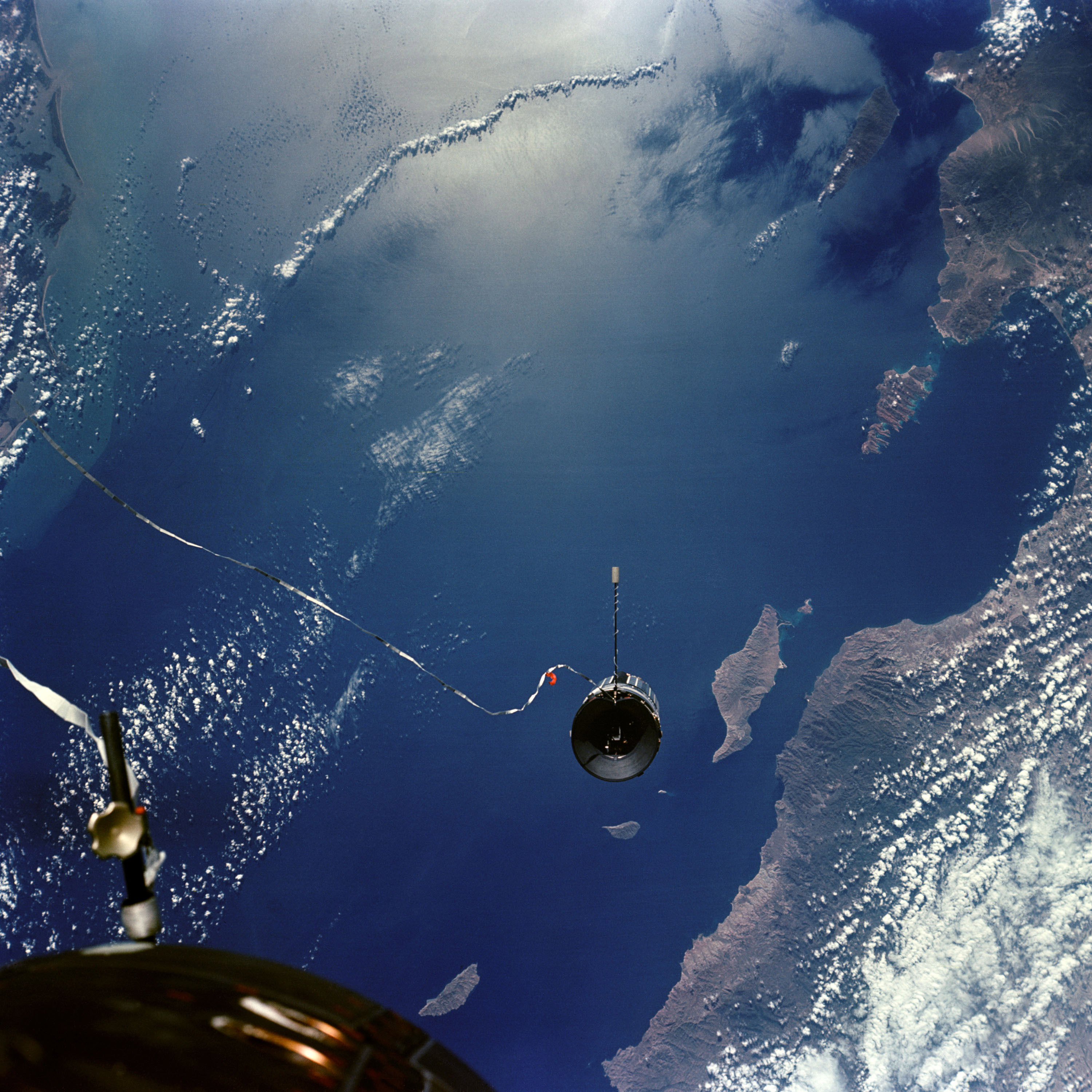
Erste Erzeugung künstlicher Schwerkraft im All bei Gemini 11

Künstliche Gravitation (auch künstliche Schwerkraft) ist eine Trägheitskraft, die Gravitation imitiert und zur Minderung von negativen Effekten, die durch Schwerelosigkeit hervorgerufen werden, verwendet wird. Sie kann von einer Person, auf die sie wirkt, nicht von eigentlicher Gravitation unterschieden werden. Künstliche Gravitation kann sowohl durch Rotation, also die Verwendung der Zentrifugalkraft, als auch durch lineare Beschleunigung erzeugt werden.
Der größte Anwendungsbereich bei der Erzeugung von künstlicher Gravitation ist die Raumfahrt, da längere Schwerelosigkeit Auswirkungen auf den menschlichen Körper hat und der Gesundheit schaden kann. Insbesondere wird die Entwicklung von Raumstationen mit künstlicher Gravitation erforscht. Ein Konzept hierfür sind rotierende Raumstationen. Diese Technik wird allerdings noch erforscht und konnte bis jetzt nicht praktisch angewandt werden. Weiterhin bestehen aber auch bei der Nutzung von künstlicher Gravitation Bedenken bezüglich der Auswirkung auf den Menschen.

## Definition
Künstliche Gravitation ist als die Erzeugung von Effekten zu definieren, die der Gravitation entsprechen, vor allem an Bord eines Raumfahrzeugs, das sich in einer Umlaufbahn oder auf dem Weg zu einem anderen Planeten befindet. Dabei ist jedoch wichtig, diese von eigentlicher Gravitation zu differenzieren. Es handelt sich nämlich vielmehr um eine Trägheitskraft, die von der normalen Schwerkraft auf der Erde nicht zu unterscheiden ist. Die Effekte von künstlicher Gravitation können sich von denen des irdischen Schwerefelds unterscheiden, weil die verwendeten Trägheitskräfte oft nicht homogen sind. Man kann sich die künstliche Schwerkraft als das Auferlegen von Beschleunigungen auf einen Körper vorstellen, um die Kräfte zu kompensieren, die in der Schwerelosigkeit bei der Raumfahrt nicht vorhanden sind.
Weiterhin braucht künstliche Gravitation eine konstante Beschleunigung durch ein externes Mittel, während normale Gravitation einer Krümmung der vierdimensionalen Raumzeit entspricht. Diese Beschleunigung wird meist mittels einer Zentripetalbeschleunigung durch Rotation erzeugt, da diese Methode selbsterhaltend ist. Anstelle der Schwerkraft tritt eine Zentrifugalkraft, die proportional zur Masse ist, die in einer rotierenden Vorrichtung zentripetal beschleunigt wird.

## Geschichte

### Erste Konzepte
Die ersten Überlegungen zu künstlicher Gravitation finden sich bei dem russischen Erfinder und Raumfahrt-Visionär Konstantin Ziolkowski. In seinem Manuskript Free Space, das erst 1956, 20 Jahre nach seinem Tod, veröffentlicht wurde, erörterte er erstmals die Idee von einem sich drehenden Raumfahrzeug, das so künstliche Gravitation erzeugte.

Konzept für eine rotierende radförmige Raumstation von Hermann Potočnik (nur Wohnbereiche)

Hermann Potočnik stellte 1928, inspiriert durch Überlegungen von Hermann Oberth, einen detaillierten Vorschlag für eine Raumstation mit künstlicher Schwerkraft vor. Das Wohnrad sollte aus einer radförmigen Struktur, in der Wohnräume liegen, einem konkaven Spiegel, der Sonnenlicht zur Energiegewinnung nutzt, und einer Beobachtungsstation bestehen. Die beiden letzteren Komponenten sollten durch Kabel mit dem Rad verbunden werden. In dem Raumfahrtmagazin Collier’s Weekly stellte Wernher von Braun 1954 eine verbesserte Version von Potočniks Raumstation vor. Diese hatte einen Durchmesser von 76 m, konnte mit drei Umdrehungen pro Minute rotieren und war solarbetrieben. Die Insassen sollten eine Kraft von 0,3 g erfahren und mit der Raumstation bis zum Mars gelangen. In der 20. Folge der Fernsehreihe Disneyland Man in Space präsentiert von Braun eine weitere Version seiner Raumstation, die nun durch einen Kernreaktor betrieben wird.
Ab 1959 begann ein sowjetisches Team unter Sergei Pawlowitsch Koroljow mit dem Design eines Raumfahrzeugs, das bis zum Mars fliegen sollte. Das Heavy Interplanetary Manned Vehicle (HIMV) sollte sich um seine Längsachse drehen und so künstliche Gravitation erzeugen. Ausgelegt für drei Personen, sollte es innerhalb von zwei bis drei Jahren zum Mars fliegen und per Swing-by zurück zur Erde gelangen. Die Entwicklung des Projekts war für die 1960er-Jahre geplant. Zur Umsetzung des Vorhabens kam es jedoch nie, da sich die sowjetische Raumfahrtindustrie auf den Wettlauf zum Mond und die Entwicklung von Interkontinentalraketen konzentrierte. Außerdem wurde erstmals ein Konzept in Betracht gezogen, bei dem sich zwei verbundene Objekte um ein gemeinsames Zentrum drehen. Bei einer Rotationsgeschwindigkeit von einer Umdrehung pro Minute sollten die Insassen etwa 0,16 g erfahren. Das Konzept sollte im Rahmen des Woschod-Programms getestet werden. Nach Koroljows Tod im Jahr 1966 wurde die Idee jedoch nicht weiter verfolgt.

### Beginn der Erforschung
Ab 1958 wurden Experimente mit Zentrifugen auf der Erde durchgeführt. Dabei wurden zunächst insbesondere die Nachwirkungen einer längeren Rotation auf den Menschen erforscht.

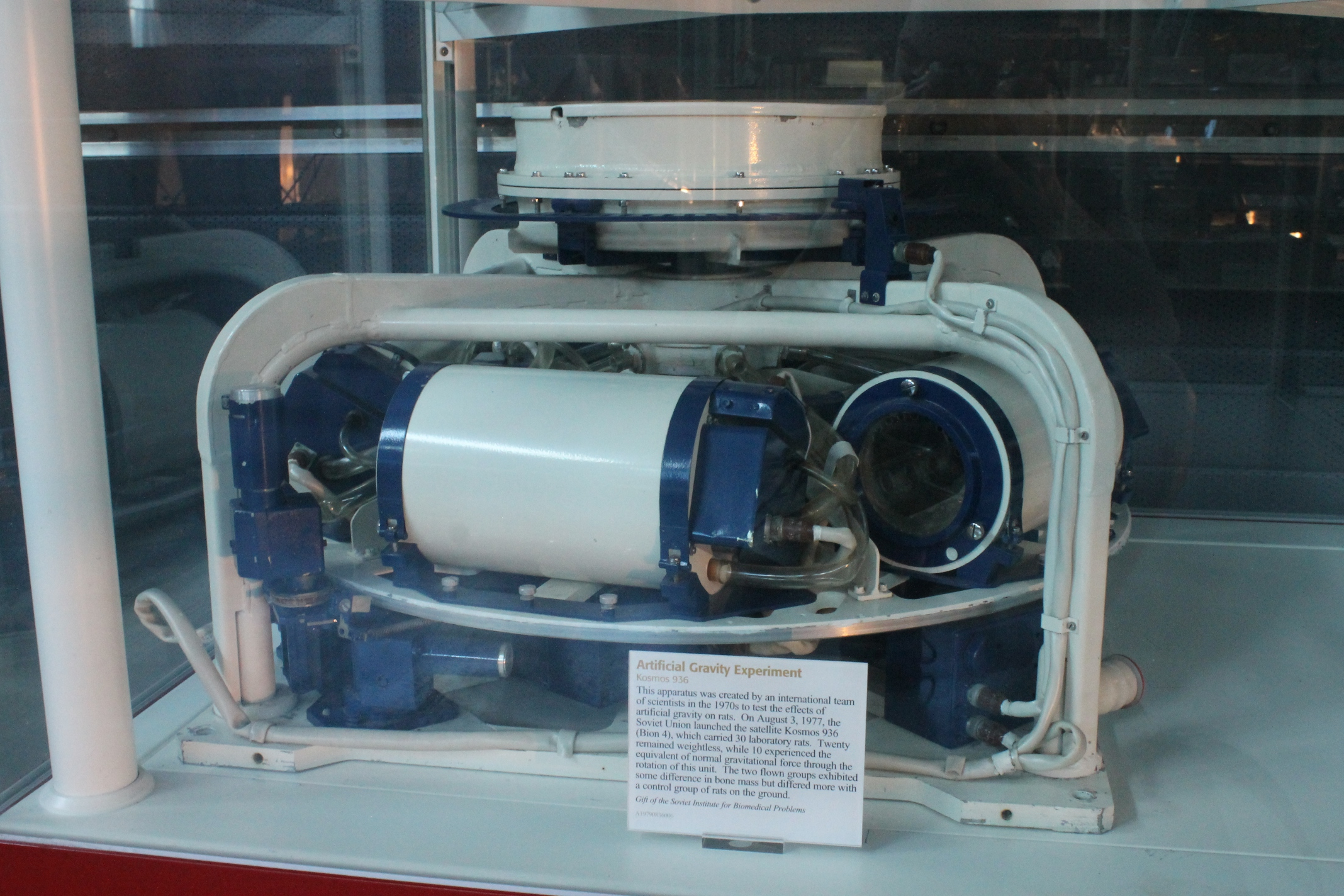
Experiment zu künstlicher Gravitation auf Kosmos 936

Bei der Gemini-11-Mission wirkte erstmals künstliche Gravitation auf einen Menschen im All. Ein Agena-Raketengehäuse wurde an das Gemini-11-Raumschiff befestigt und die beiden Fahrzeuge wurden in eine langsame Drehung versetzt. Die Drehrate betrug etwa 9 U/h. In einem Abstand von etwa 19 m vom Rotationszentrum erfuhren das Raumschiff und seine Besatzung eine künstliche Schwerkraft von 0,0005 g. Weitere Experimente folgten in den späten 1960er Jahren bei Parabelflügen.

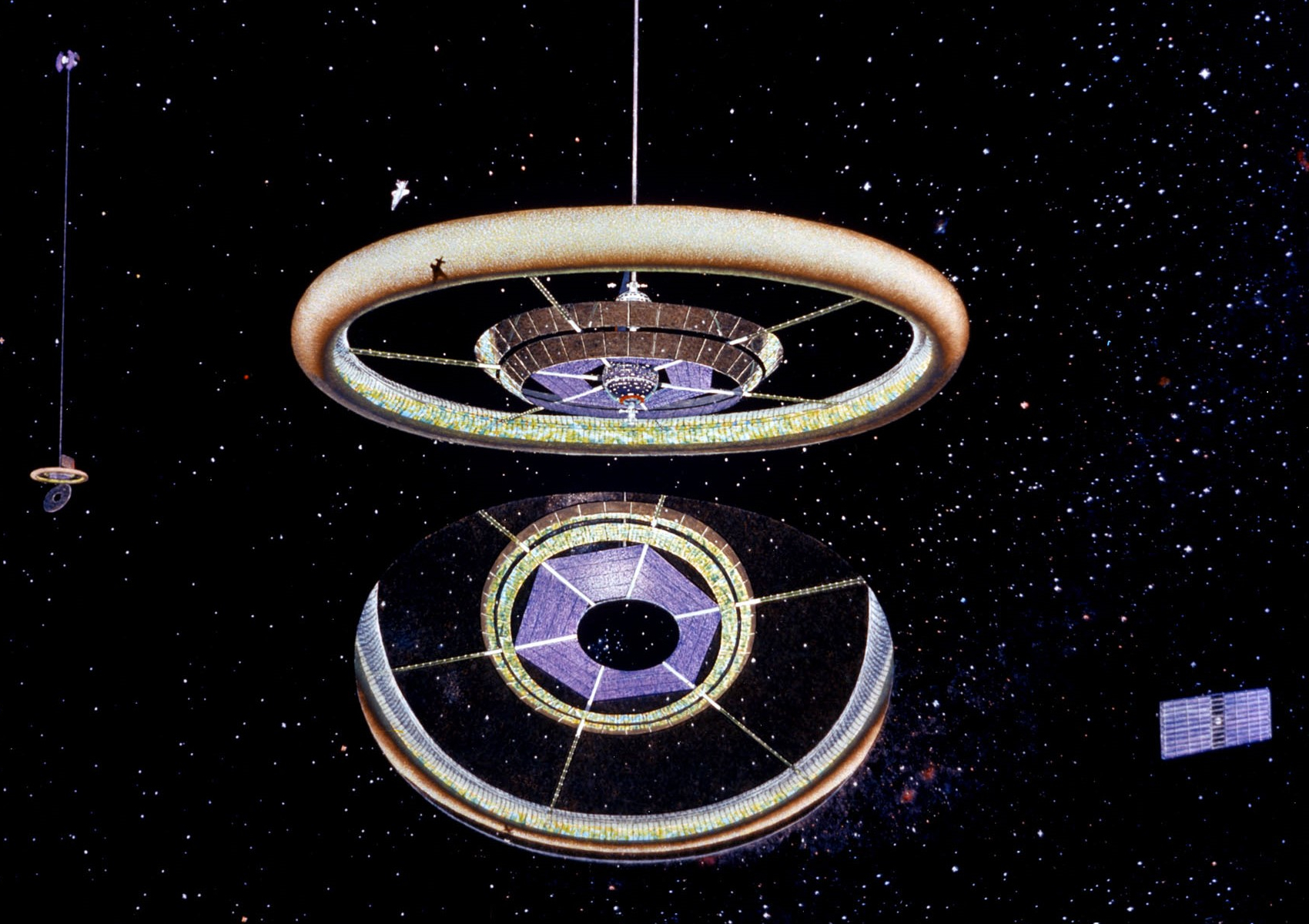
Außenansicht eines Stanford-Torus, darunter der nicht drehende Solarhauptspiegel, der Sonnenlicht auf den bevölkerten Außenring wirft, Gemälde von Donald E. Davis

Im Jahr 1975 veranlasste die NASA und American Society for Engineering Education eine Studie zur Weltraumkolonisierung. Der 185 Seiten lange Abschlussbericht Space Settlements: A Design Study schlug mehrere Konzepte vor. Dazu gehörten eine Version der Island One des Physikers Gerard K. O’Neill sowie ein von Arthur C. Clarkes Rama inspiriertes Konzept. Außerdem schlugen die Wissenschaftler eine maximale g-Kraft von 1 g vor und empfahlen weitergehende Studien zu künstlicher Gravitation. Die NASA wählte den Stanford-Torus, eine hypothetische Weltraumkolonie, die in Form einer Raumstation für 10.000 bis 140.000 Einwohner ausgelegt ist, als das am besten umsetzbare Design aus.
Die ESA führte 1985 ein Experiment zur linearen Beschleunigung an Bord des Spacelab D1 durch. Weiterhin fand ein anderer Versuch mit einer Rotationsvorrichtung mit dem International Microgravity Laboratory im Jahr 1992 statt. Während der Neurolab-Mission auf STS-90 im Jahr 1998 wurde eine systematische Bewertung der Auswirkungen der künstlichen Schwerkraft auf den Menschen mit dem Off-Axis-Rotator durchgeführt, einer Zentrifuge mit einem veränderbaren Radius von 0,5 bis 0,65 m, die eine künstliche Schwerkraft von 0,5 und 1 g erzeugen konnte.
Um die Jahrtausendwende wurden mehrere Modelle zu Zentrifugen, die von Menschen betrieben werden, entwickelt. Dabei sollte die körperliche Aktivität, die die Zentrifuge angetrieben hat, als Schutzmaßnahme gegen die negativen Effekte der Schwerelosigkeit wirken.

### Moderne Ansätze
Die Discovery II, ein Vorschlag aus dem Jahr 2005, sollte die Besatzung in 118 Tagen in die Umlaufbahn des Jupiters befördern. Ein kleiner Teil des 1.690 Tonnen schweren Raumfahrzeugs würde eine Zentrifuge als bemanntes Modul enthalten. Das Konzept wurde von einem Raumschiff aus dem Film 2001: A Space Odyssey inspiriert.

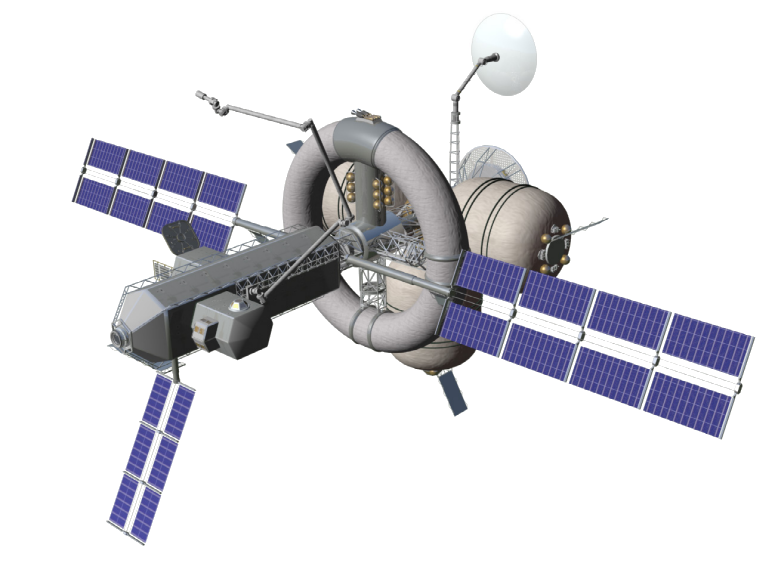
Konzept der Nautilus-X

Ein Vorschlag der NASA aus dem Jahr 2011 für ein bemanntes Raumtransportfahrzeug ist die Nautilus-X. Sie besteht aus einem rotierenden Habitat mit künstlicher Schwerkraft, das die Gesundheit der Besatzung von bis zu sechs Personen bei Missionen von bis zu zwei Jahren Dauer fördern sollte. Die Torus-Zentrifuge würde aus einem Metallrahmen und aufblasbaren Strukturen bestehen und, bei einem Durchmesser von 12 m, 0,11 bis 0,69 g liefern.
Im Jahr 2015 schlugen eine Gruppe von russischen Autoren das Konzept einer neuen russischen Raumstation Mir-2 mit künstlicher Schwerkraft vor.
Ein weiterer Entwurf ist die Voyager-Station, eine geplante rotierende kreisförmige Raumstation für Zwecke des Weltraumtourismus. Sie basiert auf dem Konzept von Wernher von Braun. Der Bau des Weltraumhotels soll 2026 starten.
Aufgrund der geplanten Außerbetriebnahme der ISS im Jahr 2030 entwickeln einige Raumfahrtunternehmen neue Raumstationen. Diese kommerziellen Raumstationen sollen in Zukunft mit künstlicher Gravitation versehen werden. So arbeiten zum Beispiel Blue Origin und Vast an deren Entwicklung.

## Zentripetalkraft
Die Erzeugung von künstlicher Gravitation kann durch verschiedene Methoden erreicht werden. Einerseits könnte man die Zentripetalbeschleunigung nutzen, die durch eine Kreisbewegung oder durch Zentrifugation erzeugt wird. Mit der derzeit absehbaren Antriebstechnologie ist die Zentripetalbeschleunigung die einzige Möglichkeit, die interstellare Besatzung für die Dauer der Reise mit einer annähernd erdähnlichen Schwerkraft versorgen könnte.

### Aufbau

#### Rotation des Raumschiffs
Die klassische große rotierende Raumstation, wie sie von Wernher von Braun vorgeschlagen wurde, war die Grundlage der ersten Designs. Die drei grundlegenden Konfigurationskonzepte für rotierende Raumstationen sind die „I“-, die „Y“- und die toroidale Konfiguration. Die Rotation der Y- und toroidalen Konfiguration ist stabiler, da sie um die Hauptträgheitsachse mit dem größten Trägheitsmoment erfolgt. Bei der I-Konfiguration haben alle Achsen, die quer zur Längsachse liegen, das gleiche Trägheitsmoment. Daher ist eine stabilisierende Vorrichtung vonnöten. Jedoch ist diese Konfiguration einfacher zu transportieren und zu starten.
Im Allgemeinen gibt es zwei verschiedene Ansätze für die Struktur eines rotierenden Raumschiffes: ein starres Fachwerk oder ein Fesselkonzept.

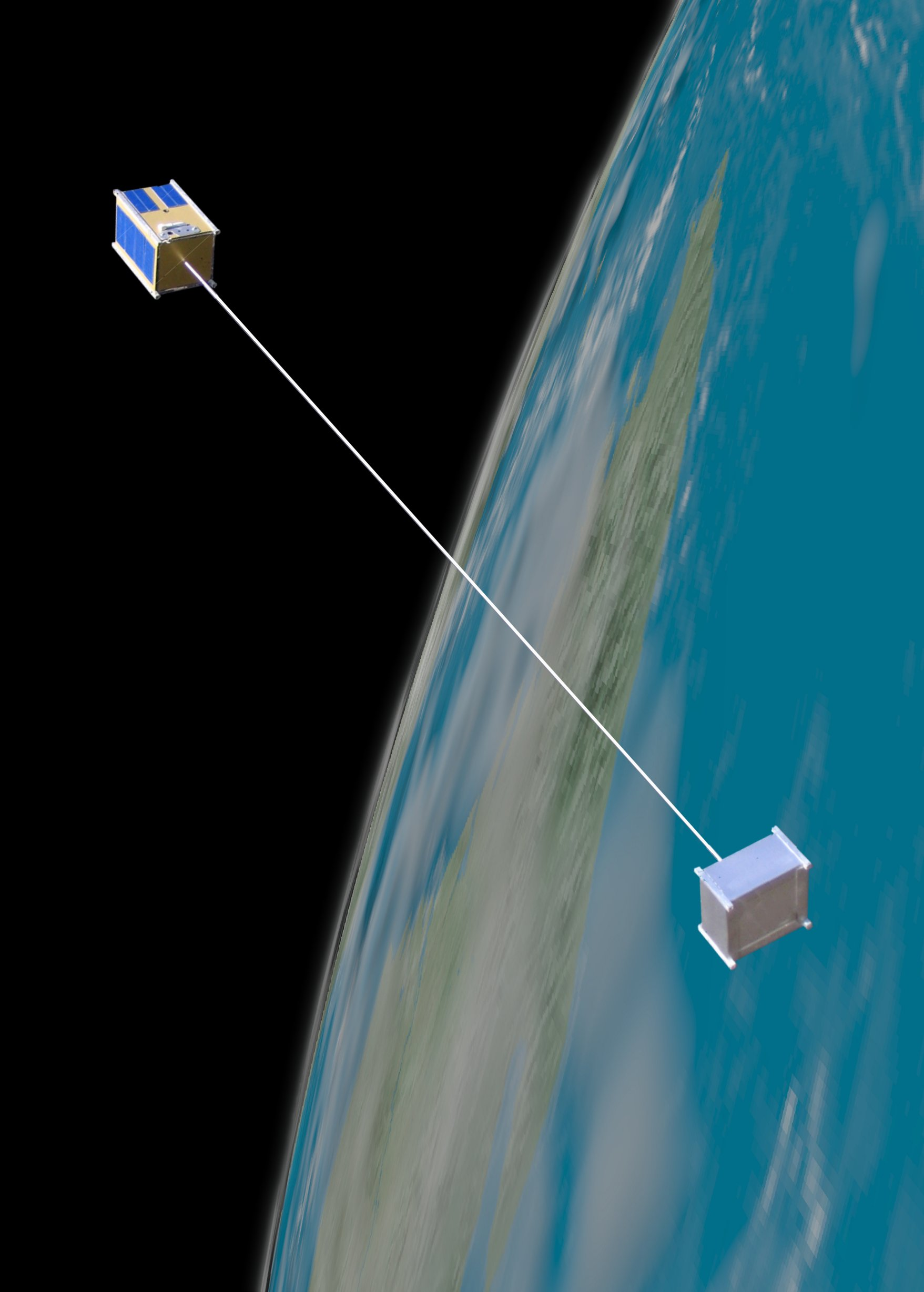
Beispiel für ein verbundenes Raumfahrzeug (TEMPO³)

Bei einer starren Fachwerkkonstruktion befindet sich die Besatzung normalerweise an einem Ende und ein Gegengewicht am anderen Ende. Außerdem findet sich im Rotationszentrum häufig eine gegenläufige Nabe, die sowohl eine drehungsfreie Andockstelle als auch einen Arbeitsbereich für Experimente bei Schwerelosigkeit bietet. Eine Version davon ist das Konzept eines teleskopischen Arms, bei dem der Radius variiert werden kann.
Die andere Option besteht aus zwei verbundenen Raumfahrzeugen, die um einen gemeinsamen Mittelpunkt rotieren. Die grundlegende Technologie dafür wurde bei der Gemini-11-Mission 1966 demonstriert. Als am besten geeignete Ausprägung dieses Prinzips gilt die Verbindung des Raumfahrzeugs mit einem Gegen„gewicht“, jedoch wäre das Seil anfällig für Schäden und das Gesamtsystem instabil.

#### Interne Zentrifuge

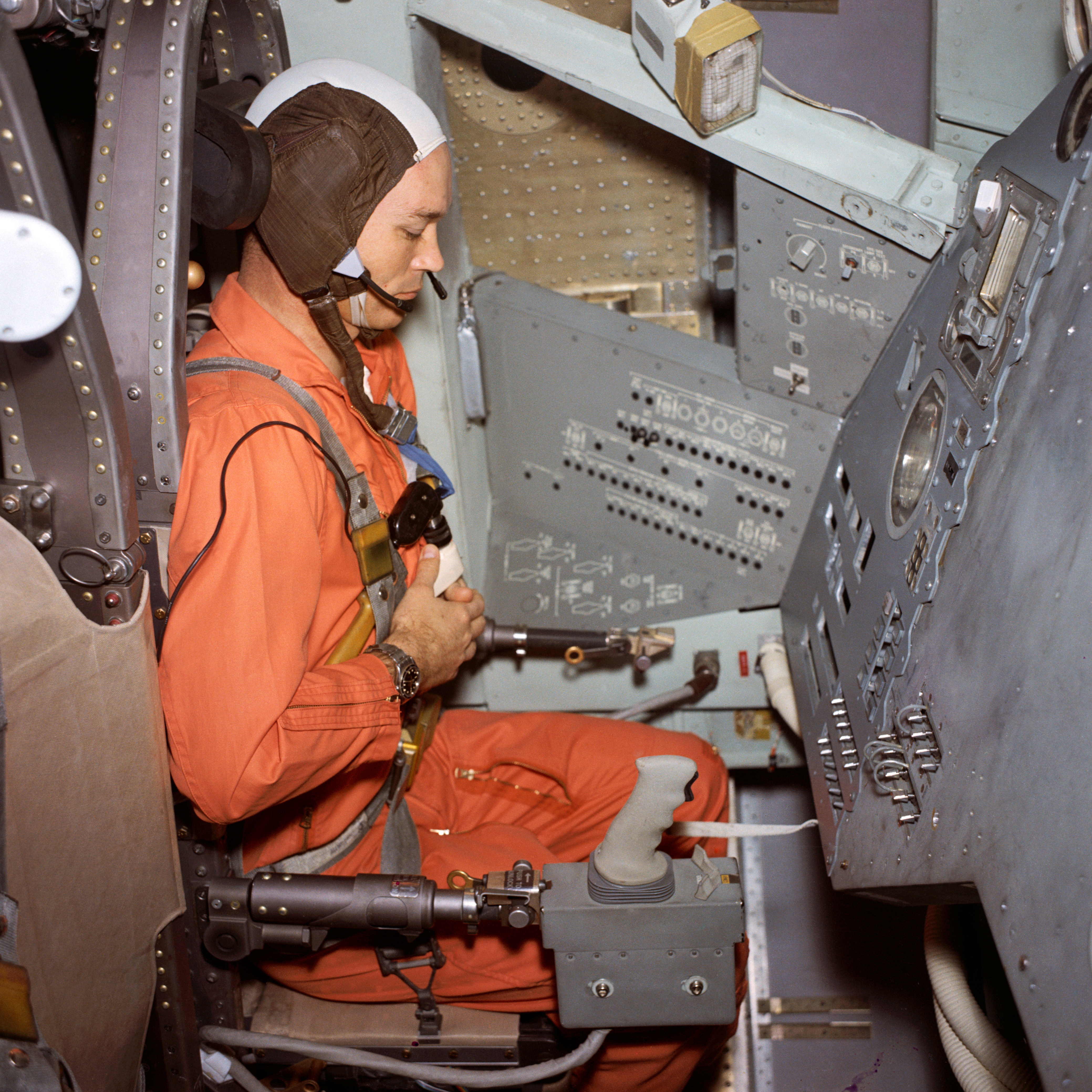
Astronaut Michael Collins in einer Zentrifuge

Die Alternative zu einem rotierenden Raumfahrzeug ist der Einsatz einer Zentrifuge mit kurzem Radius an Bord. In diesem Fall wäre die künstliche Schwerkraft nicht unbedingt auf 1 g oder weniger beschränkt, sondern könnte auch höher sein. Dieser könnten sich die Besatzung täglich oder mehrmals die Woche aussetzen. Aufgrund des kleinen Radius müsste sich die Zentrifuge sehr schnell drehen, was die Corioliskraft und ihre Auswirkungen auf den Menschen vergrößern würde.
Die Nutzung dieser Methode ist besonders dann praktisch, wenn man die Zentrifuge innerhalb von modernen Raumfahrzeugen installieren kann. Anstatt die Rotation eines ganzen Systems muss nur eine Vorrichtung mit einem Radius von zwei Metern konstruiert werden, die die Besatzung eventuell sogar selbst bewegen könnte. Bei kleineren Zentrifugen wären jedoch die Unterschiede der künstlichen Gravitation selbst bei kleineren Abständen enorm.

### Unterschiede zu Gravitation
Eine Person, die unter dem Einfluss von künstlicher Gravitation befindet, kann diese von einem natürlichen Schwerefeld nicht unterscheiden. Jedoch zeichnen sich, insbesondere bei kleinerem Radius, einige Unterschiede zu dieser ab.
Zum einen ändert sich die Stärke der Zentrifugalkraft mit dem Abstand eines Körpers zum Mittelpunkt der Zentrifuge beziehungsweise dem Massenschwerpunkt, da die Zentrifugalkraft die Person von der Achse wegdrückt und die Zentrifugalkraft direkt proportional zur Entfernung von der Achse ist. Dadurch würde der Kopf einer Person, die in einem rotierenden Raumschiff steht, deutlich weniger künstliche Gravitation als andere Körperteile erfahren und sich dadurch für die Person leichter anfühlen.

Drehzahl in Umdrehungen/min für eine Zentrifuge mit einem bestimmten Radius, um eine bestimmte g-Kraft zu erreichen

Objekte, die sich relativ zum rotierenden Bezugssystem bewegen, werden von der Corioliskraft beeinflusst. Wenn sich ein Beobachter in einer rotierenden Raumstation radial bewegt, fühlt er sich zur Seite gedrängt; wenn er sich tangential bewegt, fühlt er sich je nach Bewegungsrichtung schwerer oder leichter. Eine Verlängerung der Rotationsdauer verringert die Corioliskraft und ihre Auswirkungen. Im Allgemeinen geht man davon aus, dass bei zwei Umdrehungen pro Minute oder weniger keine nachteiligen Auswirkungen der Coriolis-Kräfte auftreten.
Änderungen der Rotationsachse oder der Drehgeschwindigkeit würden eine Störung des künstlichen Schwerefelds verursachen. Jede Bewegung der Masse innerhalb der Station, einschließlich der Bewegung von Menschen, würde die Achse verschieben und könnte dazu führen, dass die Zentrifuge ins Taumeln gerät. Daher müsste die Rotation einer Raumstation angemessen stabilisiert werden und jede Verlagerung von Masse müsste so langsam erfolgen, dass sie nicht wahrnehmbar ist.

## Lineare Beschleunigung
Eine weitere Methode ist lineare Beschleunigung. Dabei werden durch die kontinuierliche Beschleunigung des Raumfahrzeugs in einer geraden Linie Objekte im Inneren des Raumfahrzeugs in die entgegengesetzte Richtung der Beschleunigung gedrückt.
Wenn ein Raumfahrzeug auf der ersten Hälfte der Reise zu einem Ziel mit einer konstanten Beschleunigung reisen würde, könnte man auf der zweiten Hälfte der Reise das Raumschiff in einer konstanten Rate abbremsen, was denselben Effekt wie die positive Beschleunigung hätte. Im Idealfall würde das Beschleunigungsniveau während beider Flugphasen bei 1 g liegen, sodass die Personen an Bord eine erdähnliche Schwerkraft spüren würden. Die meisten Raketen beschleunigen jedoch mit einem Vielfachen dessen. Diese Beschleunigung kann nur für kurze Zeit aufrechterhalten werden, da der mitgeführte Treibstoff begrenzt ist. Theoretisch könnte ein passendes Antriebssystem ein Raumfahrzeug über lange Zeiträume beschleunigen. Dabei müsste es, anstatt einer großen Beschleunigung über einen kurzen Zeitraum, ein richtiges Maß an künstlicher Gravitation über einen längeren Zeitraum erzeugen.
Eine kontinuierliche lineare Beschleunigung eignet sich jedoch nicht für Raumfahrzeuge, die in einer bestimmten Umgebung, wie der Umlaufbahn um einen Planeten oder Stern, bleiben müssen. Außerdem muss, wenn man von einer längeren Reise zu entfernten Systemen ausgeht, die Leistung mit der Entfernung zunehmen, um eine konstante Beschleunigung aufrechtzuerhalten. Somit nähern sich auch die benötigte kinetische Energie, und damit die Leistung der Unendlichkeit.

## Kombination aus zentripetaler und linearer Beschleunigung
Im Moment geht man davon aus, dass die Zentripetalbeschleunigung die Methode der Wahl für die Erzeugung signifikanter künstlicher Gravitation ist. Jedoch muss auch eine gewisse Menge an linearer Beschleunigung genutzt werden, um ein Raumschiff im Weltraum zu bewegen. Wenn es sich dabei nur um einen Bruchteil von 1 g handelt, wird dies für die Personen an Bord des Raumfahrzeugs unbedeutend sein. Allerdings verkürzt eine größere lineare Beschleunigung die Reisezeit, was insbesondere für längere Reisen vonnöten sein könnte. Bei einem System, das eine lineare Beschleunigung von 0,3 g erreichen würde, würde dies bereits Komplikationen mit sich bringen.
Während lineare Beschleunigung in einer konstanten Richtung wirkt, tut das die zentripetale Beschleunigung nicht. Das bedeutet, dass die kombinierte Beschleunigung nicht konstant sein kann. Sie muss eine periodische Änderung aufgrund der Drehung des Vektors der Zentripetalbeschleunigung relativ zur linearen Beschleunigung und eine Neigung der Gravitation entsprechend dem Verhältnis von linearer zu zentripetaler Beschleunigung beinhalten. Für die Ausrichtung der linearen Beschleunigung im Verhältnis zur zentripetalen Beschleunigung gibt es, abgesehen von einer schrägen Ausrichtung, die keine erkennbaren Vorteile bringt, zwei sinnvolle Möglichkeiten:
- in-plane (senkrecht zur Rotationsachse): einfache Richtungsänderung, aber ständige Gravitationsschwankungen
- on-axis (parallel zur Rotationsachse): konstantes Verhältnis der Beschleunigungen, aber schwer zu lenken

## Weitere Methoden

### Masse
Da Masse der Hauptfaktor für die Erzeugung von normaler Gravitation ist, wäre es denkbar, dass man einfach Masse für die Erzeugung von Gravitation nutzt. Dafür müsste man beispielsweise einen Kern mit extrem hoher Dichte in ein Raumschiff einbauen, sodass dieser sein eigenes Gravitationsfeld erzeugt und alles in der Nähe des Raumschiffs anzieht.
Zum einen wäre für die Erzeugung eines annähernd erdähnlichen Schwerefelds eine unglaublich große Masse notwendig. Außerdem müsste sich die Masse natürlich mit dem Raumschiff bewegen. Dafür wäre eine sehr große Energiemenge nötig, von der die Technik heutzutage weit entfernt ist.

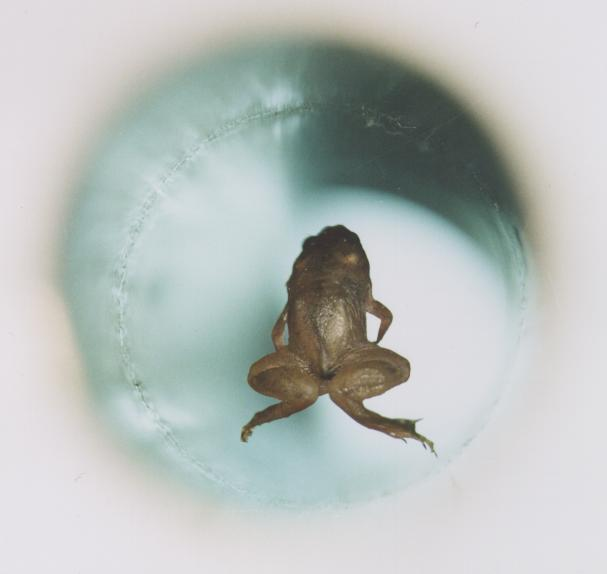
Diamagnetisch levitierender Frosch

### Magnetismus
Weiterhin könnte man Magnetismus verwenden um künstliche Gravitation zu erzeugen. Lebendes Gewebe ist diamagnetisch; es wird magnetisch, wenn es von einem äußeren Magnetfeld beeinflusst wird. Forscher haben schon einen Magneten verwendet, um Frösche levitieren zu lassen. Für die Umsetzung eines solchen Systems wären aber Magnete von enormer Stärke erforderlich. Diese müssten sehr groß und von umfangreicher Kryotechnik gekühlt werden, was zurzeit nicht umsetzbar wäre.

### Lense-Thirring-Effekt
Theoretisch wäre es möglich, den Lense-Thirring-Effekt zu verwenden, um künstliche Gravitationsfelder zu erzeugen. Das sogenannte Frame-Dragging bezeichnet einen vorhergesagten physikalischen Effekt, der sich aus der allgemeinen Relativitätstheorie ergibt. Obwohl eine solche Technologie prinzipiell möglich ist, sind die bisher berechneten Feldstärken bisher zu gering, um nützlich zu sein. Kürzlich entdeckte Anomalien in der Umgebung von rotierender Materie mit niedriger Temperatur deuten jedoch auf mögliche Verstärkungsmechanismen hin, die einen künstlichen Schwerkraftgenerator auf der Basis von Frame-Dragging in der Zukunft Realität werden lassen könnten.

## Anwendung

### Zweck
Eines der Probleme in der Raumfahrt ist die Auswirkung auf die Gesundheit des Menschen. Hierbei spielen vor allem Strahlung, Stress und physiologische Dekonditionierung eine große Rolle. Künstliche Gravitation könnte durch Imitation der terrestrischen Schwerkraft, die Dekonditionierung vermindern. Diese tritt vor allem bei längerem Aufenthalt in Schwerelosigkeit auf und besteht vor allem Knochenschwund, Muskelschwäche, kardiovaskulären Dekonditionierung und sensomotorischen Störungen.

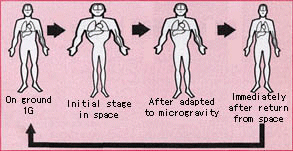
Stark übertriebene Darstellung der Auswirkungen der Mikrogravitation auf die Flüssigkeitsverteilung im Körper

Neben der Dekonditionierung treten noch weitere Probleme auf. Diese umfassen Flüssigkeitsumverteilung von Unter- in Oberkörper, Flüssigkeitsverlust, Elektrolytstörungen, kardiovaskuläre Veränderungen, Verlust roter Blutkörperchen, Augenschäden; Hyperkalzämie und Immunsuppression. Zwar gibt es bereits einige Möglichkeiten, einzelne Probleme symptomatisch zu behandeln; beispielsweise wurden Konzepte entwickelt, die Bewegung und Diät enthalten. Weiterhin wurden die sogenannten Penguin suits erfunden, die die Auswirkungen der Schwerkraft auf den Körper nachahmen sollten. Die Kritik an diesen Methoden besteht jedoch darin, dass sie gesundheitliche Probleme nicht vollständig beseitigen und eine Vielzahl von Lösungen erfordern, um alle Probleme anzugehen. Die Lösung dieser Probleme ist jedoch besonders bei längeren Missionen, zum Beispiel zum Mars, von großer Wichtigkeit, um eine Schwächung der Astronauten zu verhindern.

### Gesundheitliche Auswirkungen

#### Vorteile
Künstliche Schwerkraft wurde als Lösung für verschiedene Gesundheitsrisiken im Zusammenhang mit der Raumfahrt vorgeschlagen. Die Imitation der irdischen Schwerkraft sei die umfassendste Möglichkeit, gesundheitliche Probleme zu vermindern, damit Raumfahrer nicht die Schwerelosigkeit und damit verbundenen Nebenwirkungen erleben müssten.
Zum einen sei, laut Forschern der NASA, künstliche Gravitation die effektivste Maßnahme, um intrakraniellem Druck, der durch schwerelosigkeitsbedingte Flüssigkeitsverlagerungen in den Oberkörper entsteht, entgegenzuwirken. Die bisher eingesetzten Maßnahmen, bestehend aus Ausdauertraining und zusätzlicher Kalziumzufuhr, hingegen sind eher von mäßigem Erfolg geprägt und erfordern technisch komplexe Gerätschaften. Aufgrund der Wichtigkeit der Gravitation für die Physiologie des Menschen ist davon auszugehen, dass eine Imitation dieser einen umfassenden Schutz vor Dekonditionierung bieten könnte. Außerdem deuten Studienergebnisse darauf hin, dass die Nutzung von künstlicher Gravitation zu einer höheren Konnektivität zwischen dem Putamen und dem somatosensorischen Cortex führt, was zu einer geringeren Abnahme der Mobilität, im Gegensatz zum Aufenthalt in Schwerelosigkeit, führt. Künstliche Gravitation könnte daher eine wirksame Gegenmaßnahme für die reduzierte somatosensorische Stimulation sein, die in der Mikrogravitation auftritt.
Weitere Studien zeigen, dass künstliche Schwerkraft das Zentralnervensystem teilweise vor den nachteiligen Auswirkungen, wie zellulärem Stress und metabolischer Reprogrammierung und Gehirndefiziten, schützt und dazu beitragen könnte, dem Posturalem Tachykardiesyndrom, das hämodynamischen Reaktionen auf Orthostase nach einem Aufenthalt in Schwerelosigkeit einschränkt, entgegenzuwirken.

#### Mögliche Komplikationen
Die Erzeugung künstlicher Schwerkraft durch Rotation ist eine mögliche Lösung für viele der physiologischen Probleme, die mit einer längeren Exposition in der Schwerelosigkeit verbunden sind. Zunächst müssen die Corioliskraft und kreuzweise gekoppelten Beschleunigungen, die in einer rotierenden Station entstehen können, bei der Konstruktion der Station berücksichtigt werden.
Bei einer linearen Bewegung, die nicht parallel zur Rotationsachse verläuft, wird eine Corioliskraft erzeugt. Dies ist ein erheblicher Nachteil, der mit der Nutzung von rotierenden Raumstationen verbunden ist. Die Corioliskraft erzeugt in Verbindung mit der Zentrifugalkraft einen scheinbaren Schwerkraftvektor. Dies kann dazu führen, dass der Vektor sich zum scheinbaren Gewicht des Körpers, der sich in der Rotationsrichtung bewegt, addiert und vom scheinbaren Gewicht eines Körpers, der sich in die entgegengesetzten Bewegungsrichtung bewegt, subtrahiert. Das heißt, eine Person würde sich schwerer fühlen, wenn sie sich in Rotationsrichtung bewegt und leichter, wenn sich entgegen dieser bewegt.
Darüber hinaus führt jede Bewegung des gesamten Körpers oder eines Körperteils, die nicht parallel zur Rotationsachse verläuft, zu kreuzweise gekoppelten Beschleunigungen, die eine Stimulation aller drei Bogengänge des vestibulären Systems hervorrufen. Die kreuzweise gekoppelten Beschleunigungen können selbst bei kleinen Kopfbewegungen das vestibuläre System beeinflussen und desorientierend, sowie übelkeitserregend wirken, wenn die Rotation ausreichend groß ist.
Weiterhin würde, aufgrund der unterschiedlichen Abstände innerhalb des Körpers einer Person zum Mittelpunkt, der Kopf deutlich weniger künstliche Gravitation als andere Körperteile erfahren und sich dadurch für die Person leichter anfühlen.

### Technische Probleme
Eine Raumstation, die sich dreht, um künstliche Schwerkraft zu erzeugen, bringt im Gegensatz zu herkömmlichen Raumstationen neue Herausforderungen mit sich: unter anderem Struktur, Steuerung Kommunikation, Lebenserhaltung und Bewohnbarkeit sowie Andocken. Hierbei wirft der Unterschied zwischen dem Beschleunigungsfeld der Erde und dem der Raumstation Probleme auf. Außerdem müssen Kommunikationssysteme, Antrieb und Lageregelungskontrollsysteme für hohe Rotationsgeschwindigkeiten entwickelt werden. Auch das Andocken an einem sich drehenden Raumschiff ist eine komplexe Herausforderung.
Weiterhin bringt die Größe eines solchen Raumschiffs Probleme mit sich. Ein Raumschiff, das sich künstliche Gravitation erzeugen will, müsste sehr groß sein und sich langsam drehen. Dies würde zwar dazu führen, dass der Gravitationsunterschied zwischen dem Kopf und den Füßen nicht sehr groß ist, jedoch müsste das Raumschiff deutlich größer sein, als alle bisherigen Modelle. Bei der Konstruktion ist außerdem auf verschiedene Gefahrenquellen zu achten. Mechanische Vorrichtungen, die Energie speichern können, wie beispielsweise Federn und Hebel, sollten bei der Konstruktion von Zentrifugen vermieden werden. Die Dynamik der Rotation kann Objekte verschieben oder solche Vorrichtungen belasten.

## Science-Fiction

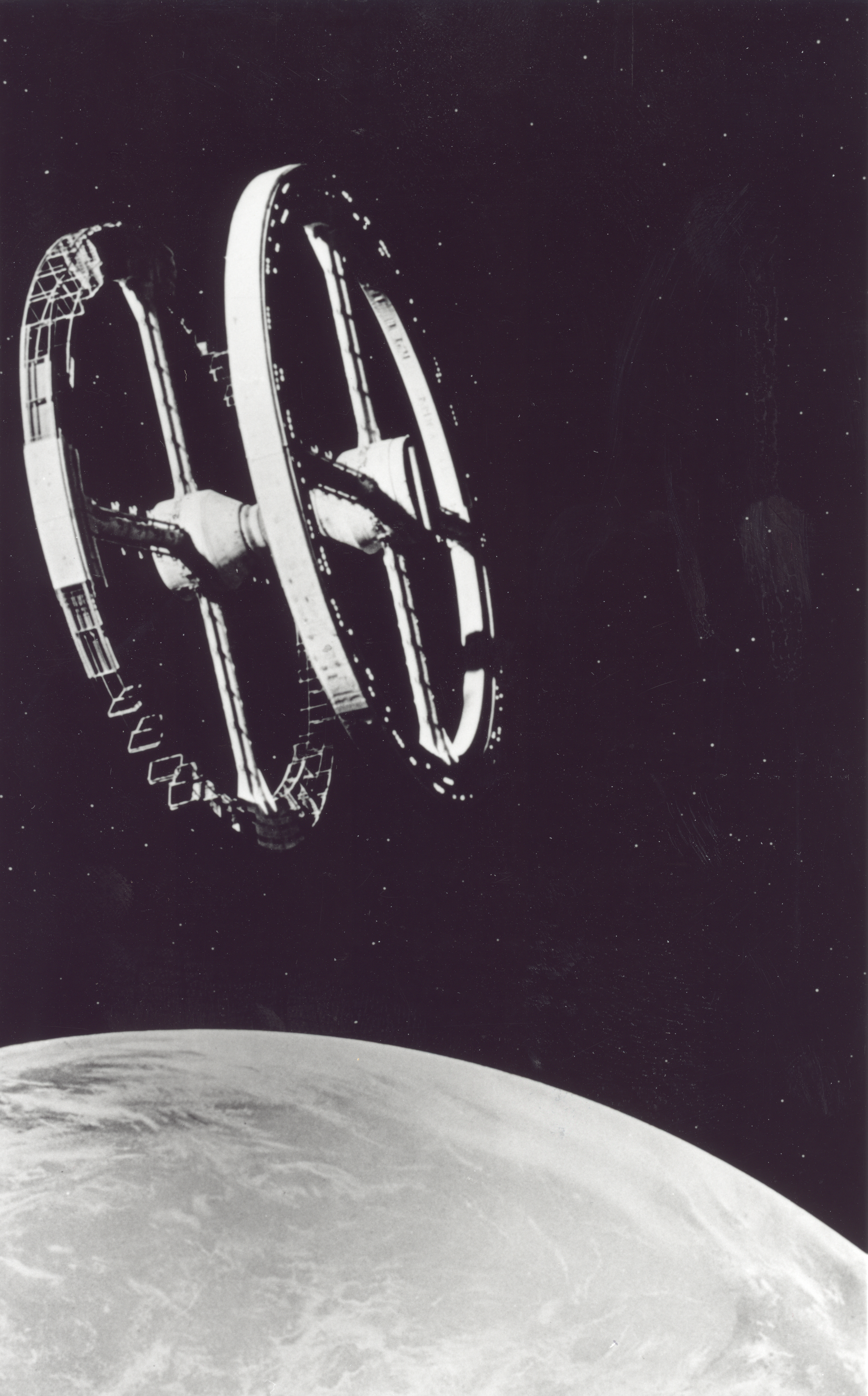
Im All rotierende Space Station 5

Mit dem Film 2001: A Space Odyssey von Stanley Kubrick aus dem Jahr 1968 wurde die Idee von künstlicher Gravitation erstmals populär. Die dort gezeigte Raumstation, die Space Station 5, basiert auf den Konzepten von Wernher von Braun. Eine weitere Station aus der dritten Episode bestand aus einer Kugel, bei der sich eine Art Karussell am Äquator dreht. Bei der Darstellung wurden mögliche negative Effekte oder Probleme zwar größtenteils außer Acht gelassen, die sich drehenden Raumstation wurden jedoch von der Wissenschaft und Populärmedien aufgegriffen.
1971 präsentierte Arthur Clarke in seinem Roman Rendezvous mit 31/439 eine abgewandelte Version eines 1956 von Darrell Romick konzipierten Raumschiffs. Dieses war 50 km lang, 16 km im Durchmesser und konnte eine erdähnliche Schwerkraft erzeugen. Der Physiker Gerard K. O’Neill beschrieb in seinem Buch The High Frontier sowie in verschiedenen Aufsätzen eine Weltraumkolonie in einer autarken Kugel mit einem Durchmesser von etwa 500 m, die mit zwei rpm rotiert.